# Савиња
46° 05′ N 15° 10′ E / 46.083° С; 15.167° И
Савиња (словен. Savínja,   је река у североисточном делу Словеније. Савиња је најдужа словеначка река (и извор и ушће су у Словенији). По дужини тока у Словенији налази се на 4. месту, а од свих река које протичу кроз Словенију Савиња је на 6. месту по укупној дужини.
Савиња је главна река Савињских алпи. Код насеља Зидани Мост улива се у Саву, као њена лева притока. Дугачка је 96 km.
Први извор Савиње се налази над водопадом Ринка, на надморској висини од 1.380 метара. У првом делу тока Савиња је понорница.
Други извор Савиње је извор Чрне и налази се на надморској висини од 767 метара.
Водопад Ринке је један од најлепших и најпознатијих водопада у Словенији, а такође и туристичка атракција Словеније.
Главне притоке Савиње су: Пака, Воглајна, Лучница, Љубница, Дрета, Ложница.
До Радмирја квалитет воде спада у 1. класу, потом је река прљавија и квалитет воде је 2. и 3. класа.
Сплавари из Љубна су сплаварили реком до 1950. године када је саграђен споменик сплаварима на левој обали реке у Цељу.